# Franco Scala
Franco Scala (Imola, 1937) est un pianiste et professeur de piano italien.

## Biographie
Diplômé du Conservatoire Giovanni Battista Martini de Bologne après avoir étudié avec Gherardo Macarini Carmignani, il se perfectionne avec Carlo Zecchi à l'Accademie Sainte-Cécile de Rome, puis se produit en concert en Italie et à l'étranger. 
Après quatre ans passés à Sainte-Cécilie, Scala enseigne durant trente ans au Conservatoire Rossini de Pesaro.
En 1981, il fonde et est le directeur de l'Académie Internationale de piano de l'« Incontri col Maestro » d'Imola, sa ville natale. Y ont enseigné notamment Maurizio Pollini et Lazar Berman. En 2013, il laisse la direction de l'Académie à Vladimir Ashkenazy. Outre le piano, viennent s'adjoindre des cours de musique de chambre.

## Élèves notables
- Vanessa Benelli Mosell
- Gianluca Cascioli
- Roberto Cominati
- Ingrid Fliter
- Davide Franceschetti
- Gianluca Luisi
- Marco Farolfi
- Alberto Nosè
- Enrico Pace
- Simone Pedroni
- Igor Roma
- Juliana Steinbach
- Giorgia Tomassi